# Café Sperling (Weimar)

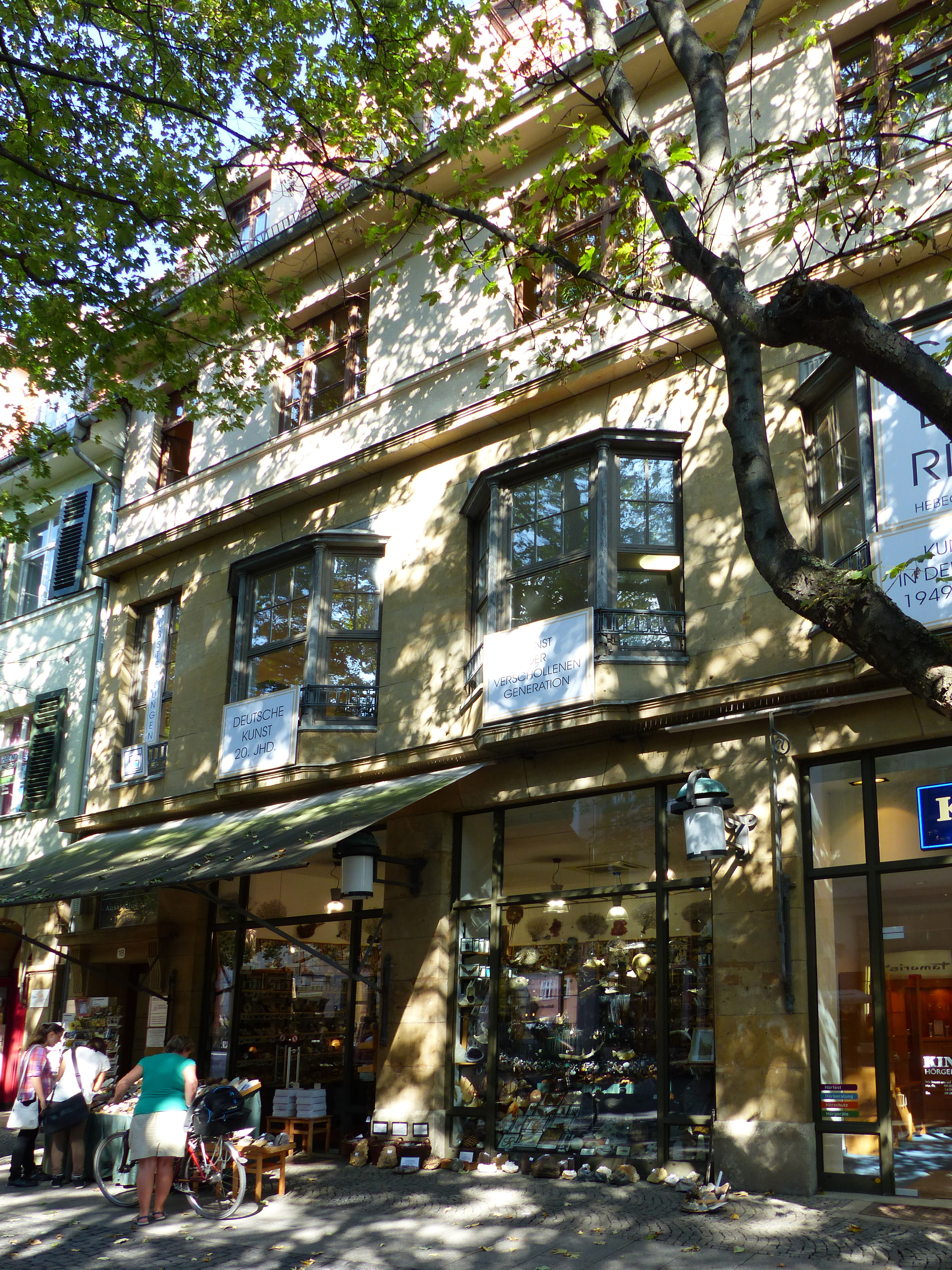
Schillerstraße 18

Im Haus Schillerstraße Nr. 18 in Weimar befand sich das Café Sperling, das in der DDR-Zeit Café Esplanade hieß. In dem Gebäude befindet sich im Obergeschoss auch die Galerie Hebecker.

## Geschichte
An der Stelle des heutigen Café Sperling wurde 1775 von Anton Georg Hauptmann das Redoutenhaus errichtet. Nach dem Schlossbrand 1774 bis zur Eröffnung des Komödienhauses u. a. mit Goethe und Corona Schröter diente das Gebäude nicht nur der Unterhaltung. Hier wurde Goethes Iphigenie auf Tauris uraufgeführt. Schiller hatte hier seine erste Wohnung. Auch Johann Daniel Falk war von 1817 bis 1821 hier wohnhaft. Im Jahre 1891 gründete der Hofkonditormeister und Besitzer des Residenzcafés Bertram Oberdörster das Kaffeehaus und Konditorei, die 1901 von Albin Sperling, dem Namensgeber, übernommen wurde. 1914/15 entstand der heutige vierstöckige Bau, dessen Architekt Rudolf Zapfe war. Bekannt war das Café auch für seinen Baumkuchenversand.
Im Gastraum befand sich ein Wandbrunnen, der noch Jahre nach der Wende dort war und durch Umbaumaßnahmen verschwand.
Das Café war Treffpunkt von Intellektuellen und Künstlern wie u. a. Richard Strauss oder Ernst Wildenbruch.
Das Gebäude steht auf der Liste der Kulturdenkmale in Weimar (Einzeldenkmale).